# Урал (вспомогательный крейсер)
Ура́л — русский вспомогательный крейсер, участвовавший в Цусимском походе и сражении 2-й Тихоокеанской эскадры.

## Постройка
Под названием «Шпрее» (Spree) был заказан германской компанией «Северогерманский Ллойд» (Norddeutscher Lloyd, NDL) заводу «AG Vulcan» в Штеттине. Второй в серии из двух однотипных океанских лайнеров (первый носил название «Хафель» (Havel). Заложен под стапельным номером 194. 17 мая 1890 года был спущен на воду, 6 октября того же года был принят заказчиком, а уже 11 октября вышел в первый трансатлантический рейс на линии Бремен—Саутгемптон—Нью-Йорк.

## В гражданском флоте

### «Шпрее»
18 декабря 1891 года спас с горящего парохода «Абиссиния» компании «Гийон Лайн» (Guion Line) 60 пассажиров и 88 членов команды.
26 ноября 1892 года приблизительно в 1000 милях от Куинстауна на лайнере произошла поломка главного вала, приведшая к затоплению двух отсеков. «Шпрее» с 750 пассажирами на борту, не имея ходa и осев на корму, два дня дрейфовал в океане, пока его не заметил и не взял на буксир лайнер «Лэйк Гурон» компании «Бивер Лайн» (Beaver Line).
В 1893 году, после ремонта в Милфордхейвене, «Шпрее» вновь вышел на линию, но в декабре 1895 года налетел на риф, где провёл, лишившись хода, несколько дней. После ремонта в Германии в декабре 1896 года был переведён на линию Шербур—Нью-Йорк.
2 июля 1897 года, после очередной поломки вала, в течение трёх дней дрейфовал в море. 5 июля был случайно замечен и взят на буксир пароходом «Мэйн» компании «Атлантик Транспорт Лайн» (Atlantic Transport Line).
После ремонта в Саутгемптоне 16 ноября 1897 года «Шпрее» вышел в последний рейс по маршруту Бремен—Саутгемптон—Нью-Йорк. После этого компания решила переделать лайнер в двухвинтовой, одновременно сменив его название.

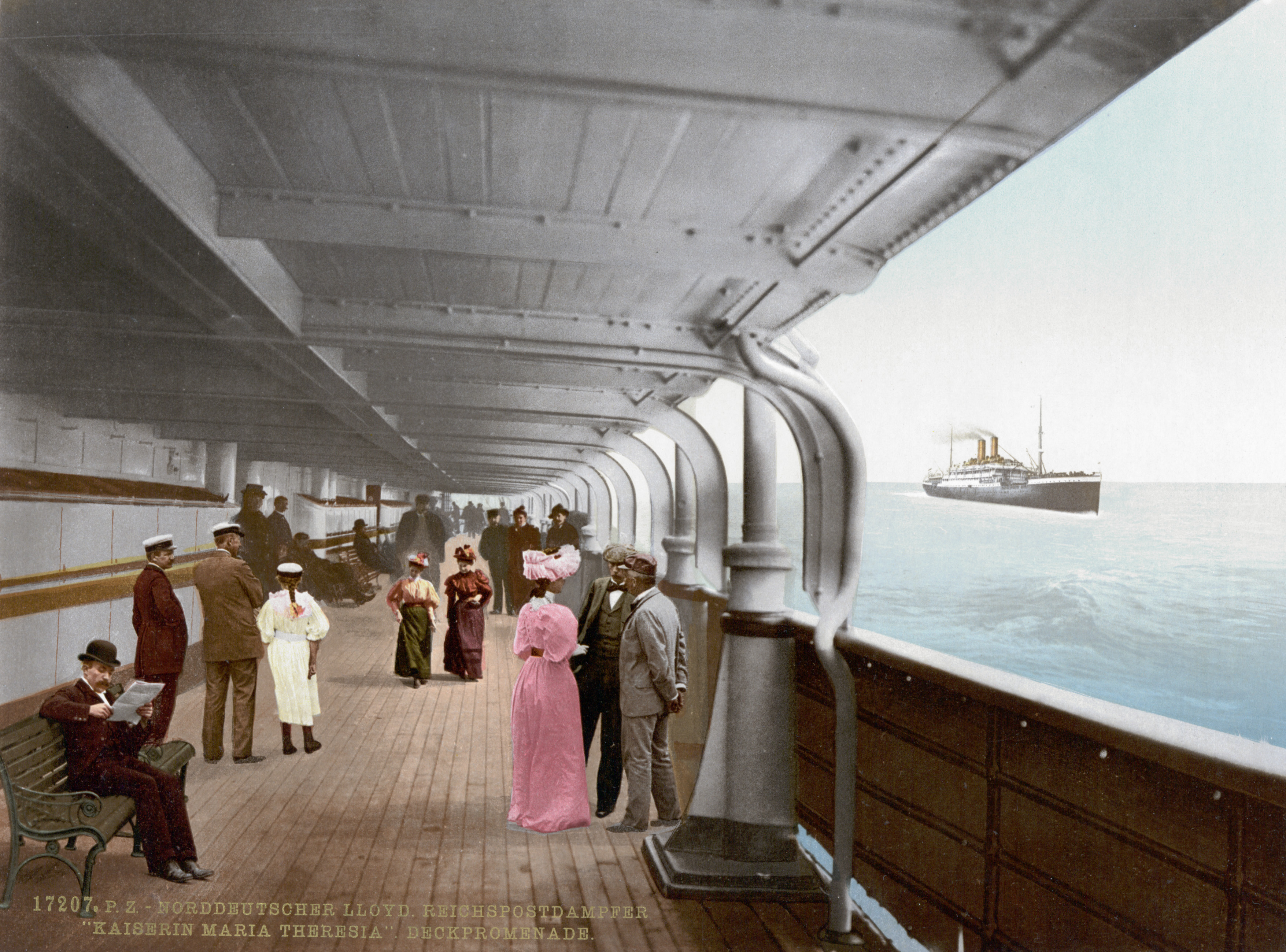
Прогулочная палуба лайнера «Кайзерин Мария-Терезия»

### «Кайзерин Мария-Терезия»
На верфи в Штеттине лайнер прошёл модернизацию, в ходе которой его корпус удлинили на 20 м, чтобы разместить механизмы большей мощности. Была установлена третья дымовая труба.
В июне 1899 года под названием «Кайзерин Мария Терезия» пароход прошёл ходовые испытания в Северном море, после чего вновь вернулся на Балтику. Однако в первых же рейсах лайнер налетел на мель и получил сильную течь. Снятый с мели двумя спасательными судами и двумя кораблями ВМС Германии, он собственным ходом отправился на ремонт в Штеттин, но неподалёку от порта снова сел на мель, с которой его снимали пять буксиров и ледокол.
13 марта 1900 года лайнер вышел из Бремена в Саутгемптон и дальше — в Нью-Йорк. 4 февраля 1901 года спас в Северной Атлантике команду погибшей британской шхуны «Павия». Всего «Кайзерин Мария Терезия» совершила 29 рейсов на этой линии, семь раз — с заходом в Средиземное море. Но к этому времени суда этого типа стали убыточными, и 26 сентября 1903 года вернувшийся из рейса пароход был поставлен на прикол.

## В российском военном флоте

### Перевооружение
В марте 1904 года российское Морское ведомство через посредническую фирму вступило с NDL в переговоры о приобретении лайнера. В целях секретности было объявлено, что пароход приобретается для Добровольного флота. Цена контракта составила 2,5 млн руб. 6 апреля того же года вновь приобретенное судно прошло ходовые испытания. При средней мощности механизмов 18100 и. л. с. была достигнута средняя скорость 20,3 уз. Максимальная мощность составила 19300 л. с, а максимальная скорость — 22 узла. Штатный запас угля составлял 2760 тонн. В каюты эмигрантского класса мог быть загружен дополнительный запас — в таком случае 13-узловым ходом лайнер мог пройти до 10300 миль без пополнения топлива.
21 апреля 1904 года в Либаве комиссия Морского ведомства приняла судно у прежних владельцев (приказ № 164). 24 апреля на судне подняли флаг Добровольного флота, после чего началась его перестройка во вспомогательный крейсер. 28 мая решением Адмиралтейств-Совета пароход под наименованием «Урал» был зачислен во второй ранг судов флота.
Для вооружения корабля использовали артиллерию, приобретенную русскими военно-морскими агентами за границей: два 120-мм/45 орудия Канэ (побортно на полуюте), четыре 76-мм/40 орудия Армстронга (два на шканцах и два на полубаке), восемь 57-мм пушек Гочкиса (два на шканцах, и шесть на центральной надстройке — четыре из них в носу и два в корме) и два пулемёта. За счет помещений эмигрантского класса запас топлива довели до 4260 тонн. Также на «Урале» установили станцию беспроволочного телеграфа и два боевых прожектора. Экипаж крейсера составлял 19 офицеров и 491 нижний чин.
13 июля приказом № 135 генерал-адмирал зачислил пароход в список судов флота в класс крейсеров II ранга. Командиром корабля назначен капитан 2-го ранга М. К. Истомин
Вместе с другими балтийскими вспомогательными крейсерами «Урал» предполагали использовать в операциях против контрабандных судов в Атлантике, у северо-западного побережья Африки, островов Капе-Верде и в районе Гибралтарского пролива.

### Крейсерская служба в Атлантике
15 июля 1904 года вспомогательные крейсера «Урал» и «Дон» вышли в крейсерское плавание в Атлантику. Обогнув Англию вокруг Шетлендских островов, крейсера вышли 26 июля на параллель Лиссабона, где разделились — «Урал» направился к мысу Финистерре.
4 августа, не дождавшись «Дона» в условленной точке рандеву, «Урал» взял курс на бухту Виго, куда прибыл утром 7 августа с одной работающей динамо-машиной и 1200 т угля на борту. В порту командир крейсера капитан 2-го ранга Истомин встретился с русским агентом, который передал ему телеграмму управляющего Морским министерством адмирала К. Ф. Авелана с приказом вернуться в Либаву.
В тот же день, приняв на борт свежую провизию, «Урал» направился в Либаву, куда прибыл 12 августа.
В ходе крейсерского рейда «Урал» прошел 6570 миль, израсходовал 3480 т угля и досмотрел 12 пароходов.

### Цусимский поход и сражение
В Либаве на «Урале» началась подготовка к переходу на Дальний Восток. На крейсере установили мощную радиостанцию, способную вести переговоры с Владивостоком во время плавания. 14 октября «Урал» провел артиллерийские стрельбы у маяка Оденсхольм.
14 ноября «Урал» самостоятельно вышел из Либавы и отправился вдогонку за судами Второй эскадры флота Тихого океана. 16 ноября в 210 милях от Берлина крейсер вынужден был стать на якорь в связи с поломкой рулевой машины. Утром 17 ноября при запуске паровой машины сломался поршень цилиндра, в результате чего корабль лишился динамо-машины.
20 ноября в Бискайском заливе крейсер попал в шторм. Из-за перерасхода угля возникла опасность не дойти до угольной станции в Дакаре. Командир крейсера принял решение снизить обороты. 25 ноября судовые механики восстановили поршень динамо-машины. 26 ноября «Урал» пришел в Дакар.
27 ноября крейсер получил из Морского Главного Штаба телеграмму с приказом перехватить немецкий пароход «Самбия» с 236 полевыми и 93 горными орудиями для японской армии. Забрав все имевшиеся в Дакаре запасы угля (1811 т), крейсер вышел в район островов Зелёного мыса, где оставался до 7 декабря. Однако выполнить приказ, не располагая сведениями о маршруте «Самбии», крейсер не смог и продолжил свой путь к мысу Доброй Надежды.
28 декабря «Урал» прибыл в Носси-Бэ, куда несколькими днями раньше прибыли крейсера отряда контр-адмирала Д. Г. Фелькерзама. В тот же день приказом командующего № 192 «Урал» был включен в состав Разведывательного отряда.
30 декабря на Мадагаскаре сорвавшейся грузовой стрелой тяжело ранило лейтенанта С. В. Евдокимова и убило прапорщика по механической части А. А. Попова, которого похоронили на местном кладбище:

Нагнав эскадру, мы вместе с ней в Носибе загрузили уголь. 30-го декабря я стоял на вахте. Во время погрузки лопнули брасы и топенанты стрелы темберлея, поднимавшей уголь: вахтенного офицера прапорщика Анатолия Попова убило наповал и ранило нескольких матросов и меня. Я, сброшенный с очень высокого мостика, лежал без сознания, и меня считали мертвым. Надо мной стоял молодой матрос радиотелеграфист Маркелов и горько плакал. Вдруг он закричал: «Доктора! Доктора! Минный офицер по палубе пальцами шкрябает!» Тогда на меня обратили внимание и отправили лечить на госпитальное судно «Орел». У меня оказался треснут череп, сотрясение мозга и много ссадин и ушибов по всему телу. Я был сброшен с большой высоты, получил удары стрелой, блоками и стальным тросом.— Евдокимов С. В. Воспоминания контр-адмирала
В начале февраля на корабле возникли напряженные отношения между командиром и старшим офицером с одной стороны и офицерами с другой. Командир корабля Истомин назвал одного из лейтенантов сумасшедшим, а тот в ответ отказался подчиняться распоряжениям командира, направив ему рапорт в довольно резких тонах. 8 февраля суд признал лейтенанта виновным и приговорил его к увольнению с флота с лишением всех чинов и орденов, но приговор заменили четырьмя месяцами «домашнего» ареста в каюте.[значимость факта?]
3 марта «Урал» вместе с эскадрой покинул Носси-Бэ. После прохода Малаккским проливом, опасаясь диверсий со стороны японцев, командующий эскадрой построил Разведочный отряд («Светлана», «Терек», «Кубань», «Урал», «Днепр» и «Рион») фронтом перед эскадрой.
31 марта эскадра встала на стоянку в бухте Камрань. 6-7 апреля «Урал», «Кубань» и «Терек» отконвоировали из Камрани в Сайгон транспорты «Воронеж», «Киев» и «Князь Горчаков».
К 12 мая все вспомогательные крейсера Разведочного отряда, за исключением «Урала», отделились от эскадры для самостоятельных действий на неприятельских коммуникациях, а в отряд для усиления из Крейсерского отряда был передан крейсер «Алмаз». При входе эскадры в Корейский пролив все три корабля были в передовом дозоре. Когда в эфире стали слышны переговоры японского флота, командир крейсера Истомин обратился к командующему с предложением использовать мощную радиостанцию «Урала» для глушения неприятеля, но Рожественский ответил: «Не мешать японцам телеграфировать».
Перед началом боя, в 8 часов утра, Разведочный отряд получил приказ командующего перейти в конец колонны для охраны транспортов. «Урал» занял позицию на правом траверзе. При появлении главных сил японского флота транспорты и корабли охраны расположились справа от колонны главных сил эскадры. «Урал» в составе Разведочного отряда занял позицию позади транспортов.
Огромный не бронированный «Урал» был очень удобной целью, и японцы накрыли его практически первым залпом — снаряд взорвался в корме. Потом крейсер получил ещё несколько попаданий, а в 15:35 снаряд пробил корпус корабля ниже ватерлинии в носовой части с левого борта. Вода быстро затопила прилегающие отсеки и патронный погреб. Крейсер накренился на нос и левый борт. Ещё один снаряд вывел из строя рулевой привод, пришлось управляться машинами. В результате «Урал» начал рыскать на курсе и навалился носом на корму идущего впереди «Жемчуга», помяв ему лопасти правого винта и разбив заряженный минный аппарат (без взрыва).
Попытки завести на ходу пластырь не увенчались успехом, и когда ещё один снаряд пробил корпус по миделю правого борта ниже ватерлинии, командир крейсера просигналил: «Имею пробоину, которую не могу заделать собственными силами», — и приказал команде покинуть корабль. «Урал» застопорил ход и открыл кингстоны.

Мы быстро завели обносные концы и уже подвели пластырь к пробоине, оставалось только спустить его за борт и обтянуть обносные концы. И тут раздалась команда вахтенного начальника лейтенанта М.А. Кедрова: «На все гребные суда спасаться!» Эту команду диким бабьим, полным ужаса голосом несколько раз повторил командир капитан 2 ранга М.Н. Истомин. Я был поражен этим распоряжением, поскольку считал, что, закончив работу, подведя пластырь, мы еще можем держаться и, выправив крен и дифферент, идти с эскадрой. Несмотря на полную смятения команду, паники среди команды не возникло. Я крикнул: «Кто хочет спасти наш крейсер, продолжай подводку пластыря!» Почти все остались на своих местах. Командир полным ужаса голосом кричал: «На все гребные суда!» Я крикнул: «Остаюсь на крейсере и буду его спасать!» Тогда Кедров прокричал: «Я первым кончил корпус! Ты ничего не понимаешь, мы сейчас перевернемся!» Команда, которая в этом бою уже видела, как суда переворачиваются и гибнут, дрогнула, и многие кинулись к шлюпкам... Корабль несло течением и зыбью к острову Ики. Мы боялись, что он может утонуть на малой глубине и тогда его поднимут японцы. Я хотел взорвать крейсер, но когда спустился в бомбовый погреб, там не оказалось подрывных патронов, которые во время пожаров выкинули за борт. Тогда мы решили открыть все иллюминаторы, которые были очень большие и уже наполовину находились под водой (их было очень много, как на коммерческих пароходах). Лейтенант Чоглаков открывал по правому борту, я и Паленый, который не отходил от меня, — по левому. После открытия иллюминаторов крейсер начал заметно быстрее тонуть при большом шуме вливающейся внутрь воды.— Евдокимов С. В. Воспоминания контр-адмирала

Около половины третьего часа.. «Урал» получил подводную пробоину около 33 шпангоута с левой стороны. Я пошел на бак готовить к подводке пластырь, но когда на одиннадцати узловом ходу стали переводить цепочку, то она лопнула. Я поднялся на мостик и доложил командиру, что на таком ходу сделать ничего нельзя так как одни цепочки без пластыря и то не выдерживают и при этом прибавил, что если пластыря не подведем, то не велика беда, так как в это помещение (2 отсек) мы принимаем больше угля, чем может влиться воды, а чтобы не сдала переборка и вода не пролила в третий отсек, то я пойду укреплять его подпорками. Командир мне казался спокойным. О том, что мы имеем пробоину, было передано по приказанию командира по телеграфу на «Суворов», но ответа не последовало, после чего был поднят сигнал, вероятно о том же самом. Переборка, отделяющая 2-й отсек от 3-го не сдавала, но вода из под деревянной обшивки в нескольких местах просачивалась. Обшивку в этих местах сломали и дырья законопачивали деревом с ветошью. В четвертом часу последовало распоряжение оставлять крейсер. Люди из помещения вышли на верхнюю палубу. Машина была остановлена. «Урал» имел небольшой дифферент на нос. Люди на верхней палубе разбирали спасательные пояса и приготовлялись спускать шлюпки. Я прошел на бак и заглянул в трюм. Вода больше не прибывала. Тогда я взял человек тридцать команды приготовлявшейся спускать шлюпки и с Лейтенантом Евдокимовым пошел подводить пластырь и об этом доложил встретившемуся мне, командиру, но Командир ответил, что уже теперь поздно и на мой вопрос: Что разве в машине есть вода? Сказал «Да; и в машине вода. Вообще нам оставаться нельзя мы служим мишенью». После этого я спускался с Лейтенантом Евдокимовым (заведующим подрывной партией) и минером Паленовым в машину, а потом по выходе из нее сели на последнюю отходящую шлюпку. Командир дожидался нашего выхода на левой стороне верхней палубы... На миноносце я узнал у полковника Сперанского, что у него в машине было все исправно и воды не было. Поэтому я заключаю, что крейсер был оставлен преждевременно и что можно было бы, воспользовавшись темнотою ночи, прийти во Владивосток, обогнув Японию.— Показания старшего минного офицера лейтенанта Чоглокова

В самом начале была порвана снарядом проводка машинного телеграфа, вследствие чего управление машинами с переднего мостика производилось при помощи телефона. Далее хозяин трюмных отсеков Верин доложил мне о полученной «Уралом» пробоине в II отсеке и являющемся вследствие этого крене, который я ему приказал уничтожить, пополнением отсека № III с правой стороны. Крен не превосходил 4° и был быстро выправлен. Вода из отсека № II просачивалась через порог опущенной двери № 0, но очень немного, о чем мне доложил прапорщик по механической части Коноплин, которому я поручил осмотреть эту дверь. Вода удалялась трюмной помпой. Около 4-х часов дня я получил по телефону приказание от Командира приготовиться открыть кингстоны для затопления машинного отделения и вслед за тем, скоро-же приказание, от него же, открыть кингстоны и спасаться на шлюпки. Тогда открыли приемные клапана циркуляционных помп с верхнего дна машинного отделения, пробили молотом отливную трубу правой циркуляционной помпы, открыли краны заливания и, в машинное же отделение, в окна машинного люка, были просунуты пожарные шланги, по которым полной струей лилась вода в машинное отделение. Вся машинная команда вышла наверх, я же вышел последним и со мной, машинный квартирмейстер Авершин и хозяин трюмных отсеков Верин.— Показания старшего судового механика полковника КИМФ Сперанского
На призыв о помощи откликнулся только миноносец «Грозный». Около 17 часов, подойдя к «Уралу», он принял девять человек команды. Остальные разместились в шлюпках, направившись к транспорту «Анадырь», крейсеру «Светлана», буксирному пароходу «Свирь» и трем миноносцам, находившимся неподалёку.
В 17.40 1-й боевой отряд японского флота оказался рядом с дрейфовавшим крейсером. Не зная, что корабль покинут командой, японцы обстреляли его тяжелыми снарядами, но «Урал» держался на воде. В 17:40 его добил торпедой японский корабль (по разным данным авизо «Тацута» или броненосец «Сикисима»). Во время обстрела случайным снарядом разбило одну из шлюпок.
Всего в бою погибло 22 и было ранено 6 (1 офицер и 5 нижних чинов) членов команды. Десять человек с перевернувшейся у борта «Свири» шлюпки подобрал миноносец «Грозный». 337 человек (лейтенанты М. А. Кедров, М. Р. Анцев, прапорщик A. M. Шпернгер, врач Б. А. Гужевский, священник отец Маркел, 5 кондукторов, 325 нижних чинов и 2 вольнонаемных) подобрал транспорт «Анадырь». Ещё 96 человек (офицер, два кондуктора и 93 нижних чина) эвакуировал буксирный пароход «Свирь», в 7 часов утра 17 мая передавший их на транспорт «Ярославль».
Оставшиеся 57 человек высадились со шлюпок на японский берег и были взяты в плен. В провинции Нагато, в районе бухты Сузи, к берегу прибило баркас с тремя офицерами, кондуктором и 30 нижними чинами. Другой баркас одним офицером и 22 нижними чинами на борту оказался в провинции Ивами в 12 милях к западу от порта Хамада.

## Офицерский состав на момент Цусимского сражения[7]
- Командир: капитан 2-го ранга Истомин, Михаил Константинович
- Старший офицер: капитан 2-го ранга князь Ширинский-Шихматов, Сергей Александрович
- Ревизор: лейтенант Анцев, Михаил Рейнгольдович (командир 120-мм батареи)
- Старший штурманский офицер: прапорщик по морской части Тидеман, Оскар Иоганнович
- Старший артиллерийский офицер:[8] —
- Старший минный офицер: лейтенант Чоглоков, Константин Аполлонович
- Младший артиллерийский офицер: лейтенант Кедров, Михаил Александрович
- Младший минный офицер: лейтенант Евдокимов, Сергей Владимирович
- Вахтенные начальники:
  - мичман Евреинов, Сергей Александрович
  - мичман барон Шиллинг, Бодо Георгиевич
- Вахтенные офицеры:
  - прапорщик по морской части Алтухов, Евгений Владимирович
  - прапорщик по морской части Лебедев, Александр Николаевич
  - прапорщик по морской части Хачиков, Лазарь Павлович
  - прапорщик по морской части Шпренгер, Арвид Мартынович
  - прапорщик по морской части Войткевич, Владимир Лукич
  - подпоручик по Адмиралтейству Богатырев, Михаил Максимович
- Старший судовой механик: полковник КИМФ Сперанский, Василий Петрович
- Трюмный механик: поручик КИМФ Василенко-Иваницкий, Дмитрий Прокофьевич
- Младшие судовые механики:
  - прапорщик по механической части Коноплин, Валентин Алексеевич
  - прапорщик по механической части Ремезов Михаил Александрович
- Врач: коллежский асессор Гужевский, Болеслав Антонович
- Священник: иеромонах Маркелл (Поддубный, Михаил)